# Уабашо (город, Миннесота)
Уабашо (англ. Wabasha) — город в округе Уабашо, штат Миннесота, США, на берегу реки Миссисипи. На площади 24,1 км² (21,1 км² — суша, 2,9 км² — вода), согласно переписи 2002 года, проживают 2599 человек. Плотность населения составляет 122,9 чел./км².
- Телефонный код города — 651
- Почтовый индекс — 55981
- FIPS-код города — 27-67378[2]
- GNIS-идентификатор — 0653695[3]